# Richard Boyle (wioślarz)
Richard Frederick Robert Pochin Boyle (ur. 10 października 1888 w Ipsden, zm. 6 lutego 1953 w Norton) – brytyjski wioślarz i oficer, brązowy medalista olimpijski.
Kształcił się w Kolegium Trójcy Świętej University of Cambridge. Dwukrotnie brał udział w The Boat Race: w latach 1907 i 1908 odnosił zwycięstwa.
Wystąpił na igrzyskach olimpijskich w Londynie w 1908 roku, gdzie brytyjska osada Cambridge w składzie: Frank Jerwood, Eric Powell, Oswald Carver, Edward Williams, Henry Goldsmith, Harold Kitching, John Burn, Douglas Stuart i Richard Boyle zdobyła brązowy medal. Był to jego jedyny start olimpijski.
Brał udział w I wojnie światowej, służąc pierwotnie jako podporucznik lekkiej piechoty. Ze służby odszedł 8 maja 1919 roku w stopniu kapitana. Został odznaczony Medalem Wojennym Brytyjskim.